# Julia: Innocent Eyes
Julia: Innocent Eyes è un videogioco del 2010 sviluppato da Artematica, con protagonista Julia Kendall, il personaggio protagonista della serie a fumetti italiana Julia - Le avventure di una criminologa creata da Giancarlo Berardi ed edita dalla Sergio Bonelli Editore.
La storia, inedita, è stata ideata e sceneggiata dallo stesso Berardi mentre il character design è stato curato da Andrea Cuneo, il quale in seguito avrebbe lavorato come matitista sulla serie regolare di Julia.
Il gioco nasce da un accordo tra Warner Bros. Interactive Entertainment, che ha preso in carico gli oneri di pubblicazione e distribuzione, e la software house italiana Artematica, che si è più volte distinta per la trasposizione videoludica di molti fumetti di successo, come Martin Mystère (Martin Mystère - Operazione Dorian Gray), Jonathan Danter e Diabolik (Diabolik: The Original Sin).
È uscito in tre episodi: 
- Parole non dette (24 settembre 2010)
- Istinto predatore (22 ottobre 2010)
- Lacrime nere (10 dicembre 2010)

## Trama
La sera di Halloween Dalila Howard, la figlia del giudice Howard, vestita da demone sexy per la festa, viene uccisa con un'ascia nel garage della sua abitazione, per mano di un assassino travestito da Pierrot. Con il cadavere ancora caldo a terra, e gli schizzi di sangue della ragazza sulla propria maschera, l'assassino risponde alla porta di casa della vittima e regala un dolcetto a un gruppo di bambini intenti a giocare a "dolcetto o scherzetto?".
Purtroppo il ritrovamento non è immediato, e passano alcuni giorni prima che la famiglia, rientrata in fretta e furia dalle vacanze a Miami poiché impossibilitata a mettersi in contatto con la ragazza, si renda conto del tragico evento. A risolvere il caso sarà Julia Kendall, scaltra e attraente criminologa: la donna sarà accompagnata nelle indagini dal tenente Alan J. Webb, cui si uniranno in seguito anche il sergente Irving e l'investigatore privato Leo Baxter. Le ricerche cominciano proprio nell'abitazione degli Howard, per capire prima di tutto quale potrebbe essere il movente del delitto.

## Modalità di gioco
Julia: Innocent Eyes è una classica avventura punta e clicca. Nel gioco sono presenti molti dei personaggi della serie, e anche l'ambientazione e le atmosfere si rifanno molto fedelmente a quelle del fumetto.
Gli sviluppatori hanno scelto di avvalersi di diversi espedienti ludici per rendere l'idea dei vari mezzi con cui si conducono le indagini, creando una serie di minigiochi che vanno risolti per proseguire; non mancano, tuttavia, sezioni investigative nelle quali bisogna andare a caccia d'indizi in maniera più classica. Nel corso dei 3 episodi sono quattro i personaggi controllabili direttamente dal videogiocatore (oltre a Julia, vi sono il tenente Alan Webb, il sergente Ben Irving e l'investigatore privato Leo Baxter).

## Accoglienza
La critica ha apprezzato la storia ben narrata e coinvolgente, fedelmente ispirata al fumetto originale di Giancarlo Berardi, ma ha evidenziato come il gioco fosse graficamente scarso pur richiedendo requisiti di sistema elevati, così come vari problemi di interfaccia e il motore grafico molto pesante. Everyeye.it ha assegnato al gioco una valutazione complessiva di 6/10. Su Eurogamer, l'episodio Parole non dette ha ottenuto una valutazione di 6/10. Multiplayer.it ha recensito i tre episodi con i punteggi, rispettivamente, di 5,0/10, 5,5/10 e 5,0/10.